# Sant Ramon (Constantí)
Sant Ramon és una muntanya de 120 metres que es troba al municipi de Constantí, a la comarca del Tarragonès.